# Bruck an der Großglocknerstraße
Pour les articles homonymes, voir Bruck.
Bruck an der Großglocknerstraße est une commune autrichienne du district de Zell am See dans l'État de Salzbourg.

## Personnalités liées à la commune
- Josef Gold (1840-1922), peintre, né à Bruck.

## Jumelage
Agneaux (France) depuis 1994